# Stichopogon abdominalis
Stichopogon abdominalis är en tvåvingeart som beskrevs av Werner Back 1909. Stichopogon abdominalis ingår i släktet Stichopogon och familjen rovflugor.
Artens utbredningsområde är Florida. Inga underarter finns listade i Catalogue of Life.